# Bassurels
Bassurels (okzitanisch: Bassurèls) ist eine südfranzösische Gemeinde mit 63 Einwohnern (Stand 1. Januar 2022) im Département Lozère in der Region Okzitanien. Bassurels (vor der Französischen Revolution Saint-Martin-de-Campselade) ist wahrscheinlich die am dünnsten besiedelte Gemeinde Frankreichs.

## Lage
Das Bergdorf Bassurels liegt in ca. 660 m Höhe ü. d. M. inmitten des Nationalparks Cevennen etwa zwölf Kilometer (Luftlinie) nordöstlich des Mont Aigoual. Die Kleinstadt Florac befindet sich etwa 30 km (Fahrtstrecke) nördlich.

## Bevölkerungsentwicklung
| Jahr      | 1800 | 1851 | 1901 | 1954 | 1999 | 2018 |
| --------- | ---- | ---- | ---- | ---- | ---- | ---- |
| Einwohner | 423  | 460  | 285  | 123  | 47   | 63   |

Der kontinuierliche Bevölkerungsrückgang im 20. Jahrhundert ist im Wesentlichen auf die abgelegene Lage des Ortes und den Verlust an Arbeitsplätzen infolge der Mechanisierung der Landwirtschaft zurückzuführen.

## Wirtschaft
Die Bewohner der Gemeinde Bassurels lebten jahrhundertelang als Selbstversorger von der Landwirtschaft: In den Tallagen wurde Getreide angebaut, wohingegen die Hochflächen als Viehweiden dienten. Im 20. Jahrhundert wurden die ehemaligen Wege zu Straßen ausgebaut, was die Abwanderung verstärkte. Heute lebt man immer noch von ein wenig Ackerbau und Viehzucht, doch spielt seit den 1970er und 1980er Jahren der Tourismus und hier insbesondere die Vermietung von Ferienwohnungen (gîtes) die bedeutendste Rolle im Wirtschaftsleben der Gemeinde.

## Geschichte
Die Gegend wurde bereits in der Jungsteinzeit von Jägern und Sammlern, vielleicht auch schon von Hirten besucht. Danach blieben der abgelegene Ort und seine Bewohner von den großen Ereignissen der Region, z. B. den Kamisardenkriegen zu Beginn des 18. Jahrhunderts, weitgehend unberührt; gleichwohl ist ein Teil der Einwohner protestantisch.

## Sehenswürdigkeiten
- Das zu einem Hotel umgebaute Château de Poujol überragt den Ort.
- Der Ort selbst ist ein Bergdorf ohne Kirche mit einigen älteren Häusern aus Naturstein.

außerhalb
- Auf dem Gemeindegebiet steht der stelenartige, nur ca. 1,10 m hohe Menhir de Peyrebesse. Circa eineinhalb Kilometer nordwestlich davon befinden sich die drei Menhirs des Crottes.
- Die Feengrotte (Grotte des fées) ist eine kleine natürliche Felsgrotte, die – wie menschliche Knochenfunde nahelegen – in prähistorischer Zeit genutzt wurde und eventuell sogar als Begräbnisplatz diente.
- Die in geringer Entfernung liegende Grotte des sorcières ist eine schwer zugängliche kleine Tropfsteinhöhle.